# ماريان هيرش
ماريان هيرش (بالإنجليزية: Marianne Hirsch)‏ هي أستاذة جامعية أمريكية، ولدت في 1949 في تيميشوارا في رومانيا.

## وصلات خارجية
- الموقع الرسمي